# Schäffer-palota
A Schäffer-palota (kevésbé elterjedt nevén Burghardt-palota) egy eredetileg szecessziós stílusban épült palota a szegedi belvárosban. A háromszintes lakóépület 1904-ben épült Magyar Ede szegedi építész tervei alapján, aki a vaskereskedelemmel foglalkozó Schäffer-testvérek felkérésére tervezte a lakó- és kereskedelmi célú épületet. A járdaszinten üzlethelyiségeket hoztak létre, amelyet különböző kereskedőknek adtak bérbe. Az emeleteken bérlakások voltak.
Az épület saroktornyait a szecesszióra jellemző ornamentikus díszítésű tető koronázta. A díszítés átvonult az épület homlokzatának felső részén is. Az 1920-as években a homlokzati díszek fenntartásának költségeire hivatkozva az akkori tulajdonosok szinte teljesen lekopaszították az épületet. Napjainkban az épület csak néhány apró vonásában emlékeztet az díszes palotára, csupán árnyéka egykori önmagának. 2013-ban Szeged és Szabadka önkormányzatai közösen pályáztak az Európai Unió határ menti együttműködéseket támogató alapjához, a benyújtott pályázat része volt a két város legjelentősebb szecessziós épületeinek rekonstrukciója is. A program során Szeged városa a Schäffer-palota homlokzati rekonstrukciójának terveire 50 millió forintnyi támogatást nyert.